# 刀耕炭种
刀耕炭种是一种传统的农作方式，为刀耕火种的一种更环保的替代法。此做法同样依靠砍伐野生植物，但以焖烧制炭代替燃烧，以得到的生物炭改善土壤性质。亚马逊黑土即是以这种方式从贫瘠的雨林土壤改造而来。
在此方法中制炭可以采用传统的土埋法，也可使用现代机械方便收集焦木酸、合成气等副产品。得到的木炭即作为生物炭埋回土中，也可混入骨粉或其他肥料。
与刀耕火种相比，刀耕炭种的碳排放大幅度降低，可保留原有有机质中至少半数的碳，可称为是一种碳封存技术。